# 鲁道夫·卡尔纳普
鲁道夫·卡尔纳普（［英、德］，又译卡納普；1891年5月18日—1970年9月14日）是20世纪著名的美國分析哲学家，生於德国雷姆沙伊德。經驗主義和逻辑实证主义代表人物，维也纳学派的领袖之一。卡尔纳普是学物理和数学出身的，在耶拿大学曾受业于弗雷格门下，研究邏輯學、數學、語言的概念結構。受羅素和弗雷格的著作影響。
哲学上早期受新康德派的影响，他最早的作品如《空间、论科学哲学》，《论物理学的任务和简化原则之应用》等都可以看到这种影响的印迹。同时他受到了马赫实证论和经验论的影响，使他完全走上了实证论的道路。《世界的逻辑构造》是卡尔纳普的代表作。

## 邏輯句法
维特根斯坦宣稱，我們不能用語言來述說語言，因為語言的邏輯結構包含在句子之中，而語言和實在的關係是句子對實在的反映，因此，句子的意義只能以句子自己顯示出來。
卡爾納普則認為不然。他說，我們既能用語言闡明句子的邏輯結構，也能用語言表述句子反映的實在意義。不僅如此，我們還能以元語言為根據，構造一種純形式的語言陳述的理論。他稱這種理論為語言的“邏輯句法”。
邏輯句法是一種純粹形式的理論，它完全撇開語詞或符號的意義，而僅僅研究語詞或符號的形式。
他在《語言的邏輯句法》一書說：
「所謂語言的邏輯句法，指那個語言的語言形式的形式理論，也就是對這語言起支配作用的形式規則所作的系統陳述，以及對從這些形式規則中引出的各種結論的闡釋。

我們稱一種理論、一條規則、一個定義等等為形式的，如果這種理論、規則、定義等等，既不涉及符號（例如：字詞）的意義，也不涉及表達式（例如：語句）的意義，而僅僅涉及表達式由組成的那些符號的種類和次序。」
 —  Carnap ， Page 1, Logical Syntax of Language
卡爾納普在《語言的邏輯句法》中提出：科學哲學的任務之一是構造“形式的人工語言”以及系統理論，以便於我們更好地進行科學概念和科學陳述的重新構造。這種語言和自然語言不同，它不是世襲的，而是按照我們制定的規則構造出來的。這種規則卡爾納普稱之為「句法規則」。
句法規則的特點是以語詞為物件，但不牽涉到語詞的意義。因此卡爾納普稱他的邏輯句法為“形式的語言理論”。這個形式的語言理論是在弗雷格的邏輯思想和羅素的《數學原理》基礎之上創立起來的。

## 哲學就是語言的邏輯分析
卡爾納普認為，所有語句都可區分為三大類，即「真對象語句」、「偽對象語句」（pseudo-object-sentence）及「句法語句」(syntactical sentence)。
「真對象語句」是經驗科學的語句，例如「這朵玫瑰花是紅的」。卡爾納普認為，所有形上學語句都是因為用了「內容的說話方式」（material mode of speech）而引起的，例如「這朵玫瑰花是物」，這語句並沒有令我們對這朵玫瑰花的知識有任何增加，這類語句實際是「空洞無物」的，它們是所謂「偽對象語句」或一種「內容的說話方式」。
在此情況，我們應該採用一種「形式的說話方式」（formal mode of speech），說「『玫瑰花』這個詞是一個事物詞」，這樣就不會產生偽對象語句這種混淆，以為於對象有所說。
這種「形式的說話方式」只談論語詞、名稱或語句，例如：「『玫瑰花』這個詞是一個事物詞」、「『暮星』和『晨星』這兩個詞是同義詞」等等，它們都是「句法語句」。為了避免混淆及產生形上學問題，我們要把「內容的說話方式」翻譯為「形式的說話方式」。
卡爾納普認為，哲學與科學不同，科學研究經驗的對象，它是一種對象語言，而哲學則是一種後設語言或元語言，它不直接研究經驗對象，而是研究語言本身，因此，哲學就是（科學）語言的邏輯句法，它是語句方法之應用，哲學語句屬於邏輯句法，簡言之，哲學就是語言的邏輯分析。

## 作品中譯
- 《世界的邏輯結構》卡納普著，蔡坤鴻譯，臺北：桂冠出版，1995年[2]

## 外部連結
- Hannes Leitgeb, André Carus. . 扎尔塔, 爱德华·N  (编). .
- Murzi, Mauro. . .
- Cresswell, M.J. . .
- Rudolf Carnap Webpage and Directory of Internet Resources （页面存档备份，存于）
- Homepage of the Collected Works of Rudolf Carnap （页面存档备份，存于） – Department of Philosophy, Carnegie Mellon University
- Precis （页面存档备份，存于） of Carnap's philosophy
- The Life of Rudolf Carnap （页面存档备份，存于）, Philosophy at RBJones.com
- R. Carnap: "Von der Erkenntnistheorie zur Wissenschaftslogik" （页面存档备份，存于）, Paris Congress in 1935, Paris, 1936.
- R. Carnap: "Über die Einheitssprache der Wissenschaft" （页面存档备份，存于）, Paris Congress in 1935, Paris, 1936.
- R. Carnap: "Wahrheit und Bewährung" （页面存档备份，存于）, Paris Congress in 1935, Paris, 1936.
- Rudolf Carnap Papers: （页面存档备份，存于） (Rudolf Carnap Papers, 1905–1970, ASP.1974.01, Special Collections Department, University of Pittsburgh.)
- Das Fremdpsychische bei Rudolf Carnap （页面存档备份，存于） (German) by Robert Bauer.
- FBI file on Rudolph Carnap  （页面存档备份，存于）
- Luchte, James. . Philosophy Today. 2007, 51 (3): 241–260  [2021-07-28]. doi:10.5840/philtoday200751332. （原始内容存档于2013-01-27）.
- RUDOLF CARNAP, PHILOSOPHER, DIES （页面存档备份，存于） obituary in The New York Times, 15 September 1970
- Homage to Rudolf Carnap (1970) （页面存档备份，存于） by Feigl, Hempel, Jeffrey, Quine et al. reprinted in frontmatter of RUDOLF CARNAP, LOGICAL EMPIRICIST (1975)
- [Audio] Carnap lecturing on ‘Theoretical Concepts in Science’ at the meeting of the American Philosophical Association, Pacific Division, at Santa Barbara, California, on 29 December 1959.